# Бруссар, Рита
Рита Эстель Бруссар (фр. Rita Estelle Broussard; 13 апреля 1900, Бомонт, штат Техас — 1 января 2003, Нотр-Дам, штат Индиана) — американская пианистка и музыкальный педагог.
Родилась в семье с французскими корнями: родители матери эмигрировали в США из Франции, родители отца приехали в Техас из Луизианы. Отец, Жозеф Элуа (Джо) Бруссар, известен как пионер техасского рисоводства. Вся семья была ревностными католиками.
Окончила Колледж Святой Марии в Нотр-Даме (1921), после чего вступила в католическую конгрегацию Сестёр Святого Креста (англ. Sisters of the Holy Cross). Продолжила музыкальное образование в Чикаго под руководством Сильвио Шонти и Остина Конради, получив в 1926 г. степень магистра музыки.
До 1930 г. преподавала музыку в Колледже Святой Марии в Нотр-Даме, затем до 1933 г. в Академии Святого Креста в Остине и наконец в 1933—1974 гг. в католических учебных заведениях Вашингтона, с 1939 г. заведовала музыкальным отделением Дунбартонского колледжа. После его закрытия в 1974 г. перебралась в Кенсингтон в штате Мэриленд, где преподавала частным образом. В 1970-е гг. гастролировала по Восточному побережью вместе с Эрно Валасеком. Последние годы жизни (с 1999 г.) провела в монастыре.